# Списак владара светитеља
Списак владара светитеља представља списак свих монарха и племића који су канонизовани или беатификовани као свеци или мученици.

## Православни
Обухвата и све светитеље који су канонизовани пре Велике шизме и које, стога, признаје и Римокатоличка црква, као и неке протестантске цркве. Поред њих стоји додата ознака.
- Александар Невски (1221—1263), Велики кнез Русије. Канонизован 1547. као Свети Александар Невски а прославља се 6. децембра.[1]
- Александра Фјодоровна (1872—1918), царица Русије.
- Алексеј Николајевич (1904—1918).
- Анастасија Николајевна (1901—1918), велика кнегиња Русије. Прво је 1980. канонизована од стране Руске православне заграничне цркве, а 14. августа 2000. и Свети синод Руске православне цркве ју је прогласио за светицу.
- Ана (?—1200), жена Стефана Немање. Канонизована је као Преподобна Анастасија Српска а прославља се 5. јула.
- Борис Први од Бугарске (852—889).[2]
- Борис и Глеб, синови великог кијевског кнеза. Канонизовани су 1071, а прослављају се 15. маја.
- Владимир Први Кијевски (?—1015), велики кнез. Канонизован као Свети Владимир Равноапостолски, а прославља се 15. јула.
- Димитрије Московски (1582—1591), царевић Русије. Прославља се 16. јуна.
- Драгутин Немањић, краљ Србије. Канонизован као Преподобни Теоктист а прославља се 12. новембра.
- Евгенија (око 1335 — 1405), кнегиња Србије. Канонизована као Преподобна Евгенија (Лазаревић) а прославља се 1. августа.
- Јелена (око 249 — око 329), византијска царица, мајка цара Константина. Канонизована као Света царица Јелена а прославља се 3. јуна. (Римокатоличка, лутеранска, англиканска)
- Јелена, краљица Србије. Канонизована као Света Јелена Дечанска а прославља се 13. јуна.
- Јелена Дечанска, краљица Србије. Канонизована као Преподобна Јелена а прославља се 12. новембра.
- Јован Владимир (око 970 — 1016), владар Дукље (990—1016). Канонизован 1016. као Свети мученик Јован Владимир, краљ Српски, а прославља се 4. јуна.
- Јустинијан I (483—565), византијски цар (527—565).
- Константин Велики (272-337), византијски цар. Канонизован као Свети цар Константин а прославља се 3. јуна.
- Константин XI Палеолог Драгаш (1404—1453), византијски цар 1449-1453.
- Константин VI (771—?), византијски цар 780-797.
- Лазар Хребељановић (?-1389), кнез Србије. Канонизовала га Српска православна црква као Свети великомученик кнез Лазар а прославља се 28. јуна.
- Маркијан (од око 390. до 457), византијски цар 450-457. Прославља се 17. фебруара.
- Милутин Немањић, краљ Србије. Канонизован као Свети краљ Милутин, а прославља се 12. новембра.
- Николај II (1868—1918), цар Русије, краљ Пољске и велики кнез Финске. Прво је 1980. канонизован од стране Руске православне заграничне цркве као светитељ и мученик, као Свети Николај, цар и мученик (рус. Царь-Мученик Николай II). Дана 14. августа 2000. и Свети синод Руске православне цркве га је прогласио за свеца као Свети великомученик цар Николај Други (рус. Святой Страстотерпец Царь Николай II).
- Олга Николајевна (1895—1918), велика кнегиња Русије.
- Стефан Дечански (?-1331), краљ Србије 1321-1331. Канонизован као Свети краљ Стефан Дечански а прославља се 24. новембра.
- Стефан Лазаревић (1377—1427), деспот Србије. Канонизован као свети Стефан, деспот Српски а прославља се 1. августа.
- Стефан Немања, велики жупан Србије. Канонизован као свети Симеон Мироточиви и прославља се 26. фебруара.
- Татјана Николајевна (1897—1918), Велика кнегиња Русије.

## Римокатолички
- Вацлав I, војвода Чешке (907—935), војвода Чешке 921-935.
- Давид I Шкотски (1084—1153), краљ Шкотске 1124-1153.
- Едвард Исповедник (1004—1066), англосаксонски краљ 1042-1066. (Англиканска)
- Јадвига Пољска (1374—1399), краљица Пољске 1384-1399. Канонизована 8. јуна 1997.
- Карл I од Аустрије (1887—1922), цар Аустроугарске.
- Кнут IV Дански (1042—1086), дански краљ 1080-1086.
- Ладислав I Свети (1040—1095), краљ Мађарске 1077-1095.
- Луј IX (1214—1270), краљ Француске 1226—1270. Канонизован 1297.
- Стефан I Угарски (од око 975. до 1038), краљ Мађарске 1001—1038. Канонизован 20. августа 1083.
- Улав II Свети (995—1030), норвешки краљ 1015—1030.
- Фердинанд III од Кастиље, (1199—1252), краљ Кастиље 1217-1252.
- Хајнрих II Свети (972-1024), цар Светог римског царства 1014—1024 и краљ Немачке 1002-1024.

## Протестантски
Светитељи које је признала Англиканска црква или нека друга протестантска црква.
- Чарлс I (1600—1649), једини светац кога је канонизовала Црква Енглеске после Реформације. Проглашен за мученика 30. јануара 1649. као свети Чарлс, краљ и мученик. (Англиканска)